# Memorial a Franklin Delano Roosevelt
El Memorial a Franklin Delano Roosevelt (en inglés, Franklin Delano Roosevelt Memorial) es un monumento conmemorativo presidencial dedicado no solo a la memoria del presidente de los Estados Unidos Franklin Delano Roosevelt (FDR), sino también a la época que representó.

## Monumento en la Cuenca Tidal
Inaugurado el 2 de mayo de 1997, el monumento que ocupa 30.000 m² y describe doce años de la historia de los Estados Unidos a través de cuatro espacios al aire libre, cada una para cada mandato de Roosevelt. Las esculturas que muestran al 32.º presidente de los Estados Unidos están inspiradas en fotografías. Otras esculturas muestran escenas de la Gran Depresión, como las de gente escuchando a un fireside chat del presidente Roosevelt o colas para conseguir pan. Una estatua de bronce de Eleanor Roosevelt, de pie delante del emblema de las Naciones Unidas honra la dedicación de la primera dama a esta organización.
Cerca de la entrada del monumento hay una estatua de Roosevelt sentado en una silla de ruedas parecida a la que utilizaba. Esta estatua se añadió al monumento en enero de 2001 después de que mucha gente clamara que la minusvalía del presidente debía ser representada. Animados por la Organización Nacional de Minusválidos, los activistas recaudaron en dos años 1,65 millones de dólares para pagar la reforma.

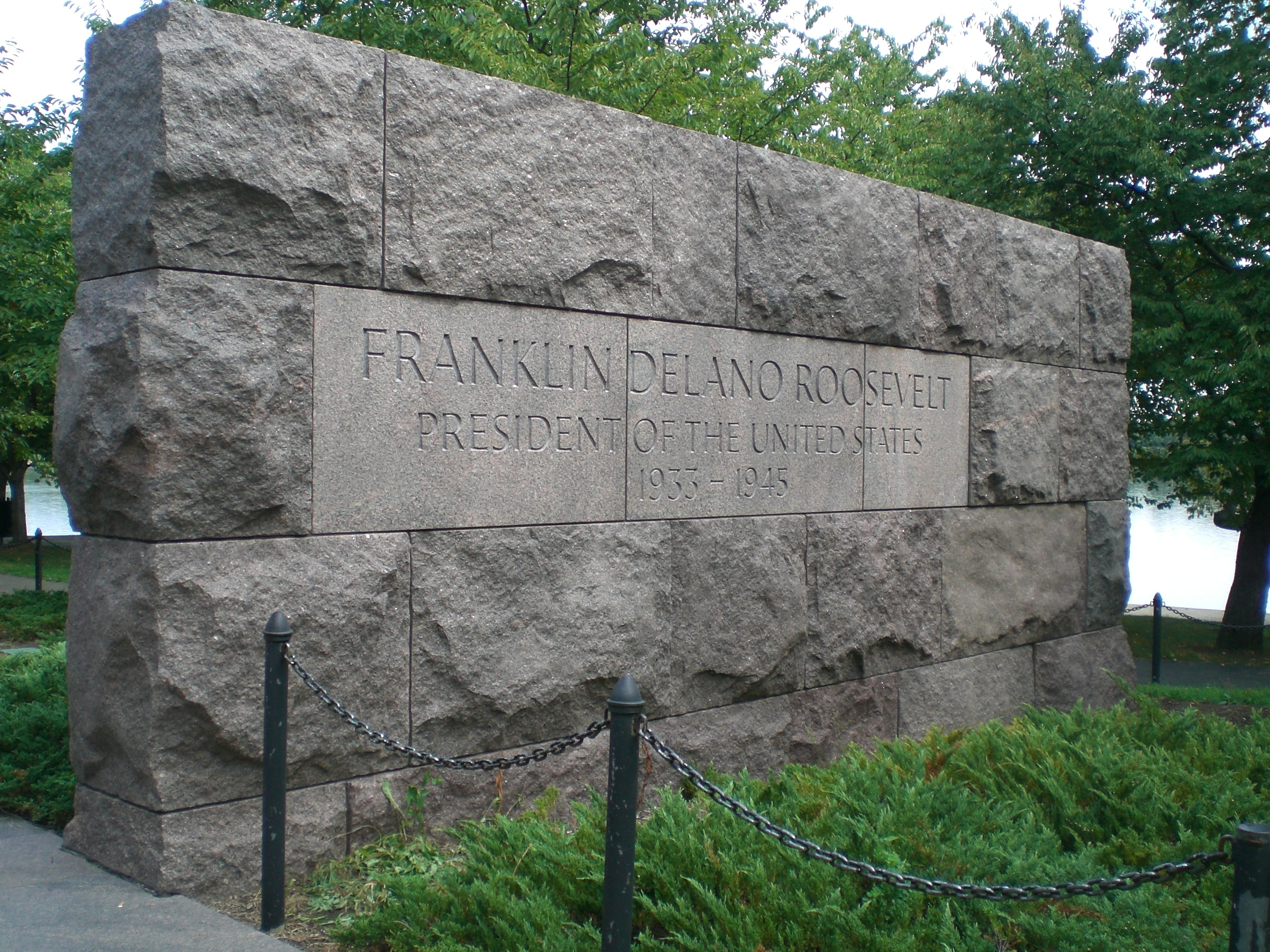
Cartel fuera del monumento a Franklin Delano Roosevelt en Washington D. C.

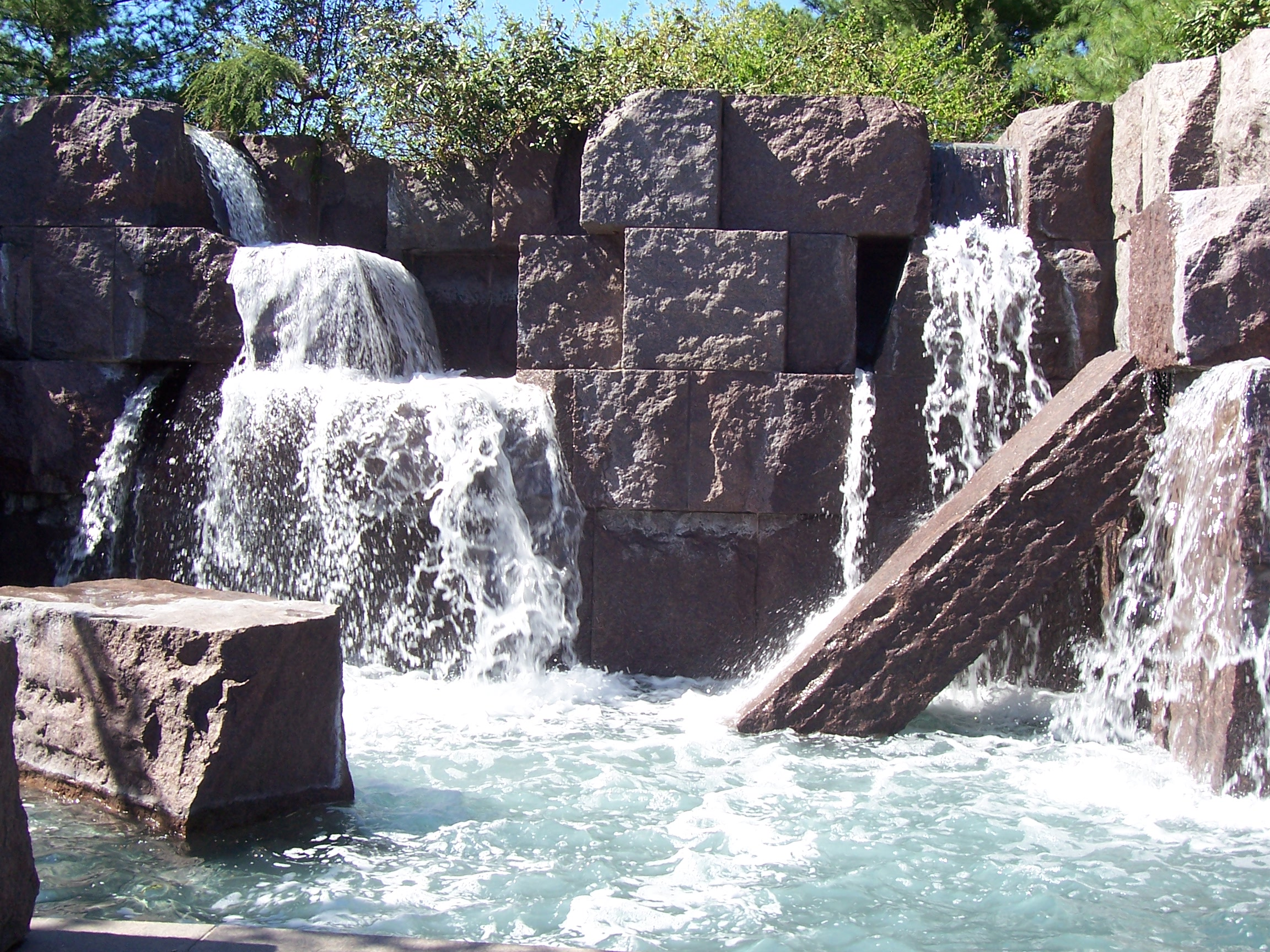
Pequeñas cataratas del monumento.

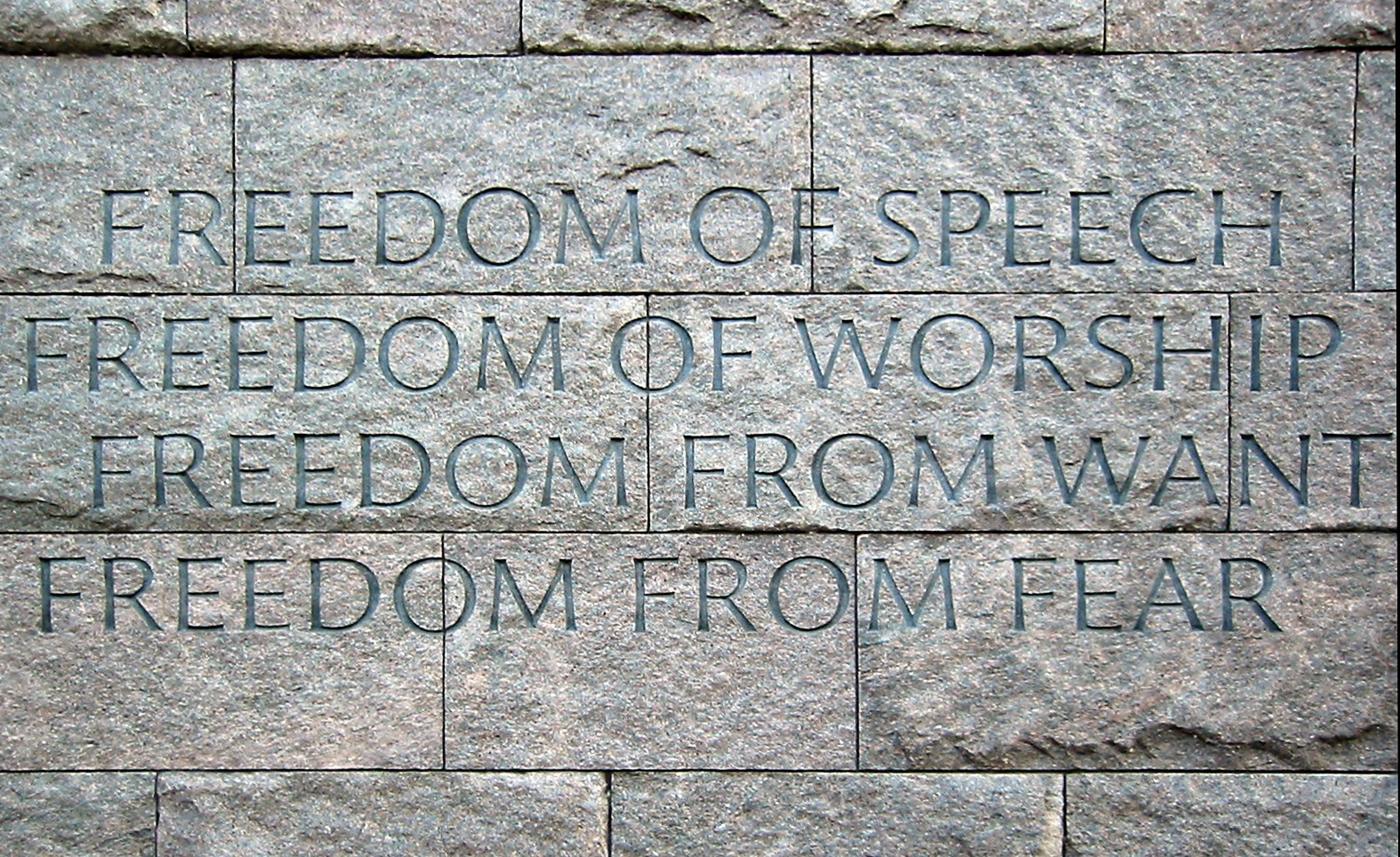
Una pared del monumento con las Cuatro Libertades.

En su Discurso del Estado de la Unión de 1941, cuando el país veía inevitable la llegada de la guerra, el presidente Roosevelt se refirió a las "Cuatro Libertades" para recordar a los estadounidenses sus razones para aguantar la crisis. Desde los días de su primera campaña electoral, Roosevelt se caracterizó por hablar directamente a la gente. Durante su discurso de investidura de 1932 dijo: "Os comprometo, me comprometo a un nuevo pacto con el pueblo estadounidense". Cuatro años más tarde, proclamó que "esta generación de estadounidenses tiene una cita con el destino". A lo largo de su presidencia, desde 1933 a 1945, se dirigió al pueblo estadounidense por radio en unos programas que se conocían como fireside chats. Cada idea, cada frase estaba subrayada por el coraje y optimismo que insiparaba a la gente.
Tras más de 50 años de su muerte, las palabras en las paredes de su monumento resuenan como si fuesen actuales. Los que solo conocieron a Roosevelt como una figura histórica reconocen estas palabras asociándolas con hechos grandiosos y catastróficos. Para los muchos estadounidenses que vivieron los años de Roosevelt, estas palabras recuerdan sufrimientos personales y triunfos de 12 años que parecieron toda una vida.
El agua que fluye es un importante componente metafórico del monumento. Cada una de las 4 estancias que representa los mandatos de Roosevelt tiene una catarata. Cuando uno se mueve de estancia en estancia, las cascadas se vuelven más grandes y complejas, mostrando el aumento en la complejidad de su presidencia marcada por una gran agitación de la economía y por la Guerra Mundial. Pequeñas cataratas y una piscina que se encuentra entre las estancias da continuidad a la temática del agua.
El edificio lo diseñó Lawrence Halprin, e incluye esculturas y trabajos de Leonard Baskin, Neil Estern, Robert Graham, Thomas Hardy y George Segal. El monumento forma parte del cuerpo de National Mall y Parques Memoriales. Siendo un área histórica administrada por el Servicio Nacional de Parques el monumento se añadió al Registro Nacional de Lugares Históricos.